# Ahmed Taoufiq Hejira
Ahmed Taoufik Hejira, né en 1959 à Oujda, est un homme politique marocain affilié au parti de l'Istiqlal. Il a été ministre chargé des secteurs de l'Habitat et de l'Urbanisme dans les gouvernements Jettou I, Jettou II et El Fassi de novembre 2002 à janvier 2012.
Ahmed Taoufiq Hejira est également consultant en développement et prospective territoriale.

## Biographie

### Études supérieures
Ahmed Taoufiq Hejira est titulaire d'une licence en sciences économiques de la Faculté de droit de Rabat en 1980.
Il part ensuite au Canada pour préparer un doctorat de 3e cycle en urbanisme à l'université de Montréal et soutient sa thèse en 1983. 

### Parcours professionnel
Il rentre en 1983 au Maroc pour intégrer le ministère de l'Habitat. 
Il occupe par la suite jusqu'à 1999, le poste de directeur du Centre d'études et de communication au sein de l’Agence nationale de lutte contre l’habitat insalubre (ANHI).
De 2000 à 2002, il est désigné Inspecteur régional de l'aménagement du territoire, de l'urbanisme, de l'habitat et de l'environnement de la région de Fès-Boulemane.
Dans le cadre de ses fonctions, il effectue plusieurs sessions de formation dans le domaine de l'urbanisme aux États-Unis, en France et au Mexique.
Le 7 novembre 2002, le roi Mohammed VI le nomme ministre délégué auprès du Premier ministre, chargé du Logement et de l'Urbanisme dans le gouvernement Jettou I, il est reconduit au même poste le 8 juin 2004 dans le gouvernement Jettou II.
Le 15 octobre 2007, il est nommé ministre de l'Habitat, de l'Urbanisme et de l'Aménagement de l'espace dans le gouvernement El Fassi.
Ahmed Taoufik Hejira est ensuite consultant en développement et prospective territoriale : accompagnement d'acteurs publics et privés dans l'élaboration de stratégies et projets dans le secteur immobilier.

## Distinctions
En 2009, il est fait par le roi Mohammed VI chevalier de l'ordre du Ouissam alaouite.
Son bilan et son engagement à la tête des ministères chargés de l'Habitat et de l’Urbanisme, ont été salués par l'ONU-Habitat.

## Engagement politique
Taoufiq Hejira a intégré les rangs du Parti de l'Istiqlal à l’âge de 6 ans (1965) par les portails du scoutisme, puis membre de tous les organes du Parti et élu pour plusieurs postes au niveau local, régional et national de la jeunesse scolaire, jeunesse Istiqlalienne et l’Union générale des étudiants du Maroc.
Élu membre de Conseil national depuis le 13e congrès du Parti de l'Istiqlal. Élu membre du Comité exécutif lors du 14, 15 et 16e Congrès nationaux du Parti de l'Istiqlal.
Le 11 janvier 2013, lors de son 16e congrès, il est élu à l’unanimité, Président du Conseil national du parti de l'Istiqlal.

## Famille
Issu d’une famille de nationalistes qui contribue à la lutte pour l’indépendance du Maroc sous Protectorat français. Son grand-père, sa grand-mère, son père et oncles ont tous comparu devant les tribunaux militaires français et ont été condamnés soit à des peines de mort, soit à perpétuité ou soit condamnés à l'exil politique.
Son père Abderrahmane Hejira est une figure de proue du nationalisme marocain dans la région de l'Oriental du Maroc. Il est condamné à mort par un tribunal militaire français à la suite de sa participation active au soulèvement du 16 août 1953, seulement quelques jours avant l’exil du Roi du Maroc. Abderrahmane Hejira a participé également et très activement à la libération de l’Algérie.
Ahmed Taoufiq Hejira est le frère d'Omar Hejira, maire actuel de la ville d'Oujda depuis les communales de 2009.
Son fils, Badr Hjira, a épousé une des filles de Abdeslam Ahizoune 